# غوردون أرنولد
غوردون أرنولد (بالإنجليزية: Gordon Arnold)‏ هو جندي أمريكي، ولد في 14 أغسطس 1941، وتوفي في 11 أكتوبر 1997 في دالاس في الولايات المتحدة.